# 大和村 (茨城県行方郡)
大和村（やまとむら）は茨城県行方郡にかつて存在した村である。

## 地理
- 現在の行方市の南東部、旧麻生町の東部に位置する。
- 村は北浦の西岸に位置し、村内には北浦の支流が流れている。
- 村域は台地と平地が入り組む谷戸が多い地形になっている。

## 歴史

### 村域の変遷
- 1889年（明治22年）4月1日 - 町村制施行により、白浜村・杉平村・籠田村・宇崎村・青沼村・小牧村・岡村・蔵川村・天掛村・四鹿村・板嶺村・新宮村が合併し行方郡大和村が発足。
- 1955年（昭和30年）3月31日 - 麻生町・太田村・小高村・行方村と合併し、改めて麻生町が発足。同日大和村廃止。

変遷表
| 1868年 以前 | 1868年 以前 | 明治22年 4月1日 | 昭和30年 3月31日 | 平成17年 9月2日 | 現在   |
| ----------- | ----------- | --------------- | ---------------- | --------------- | ------ |
|             | 白浜村      | 大和村          | 麻生町           | 行方市          | 行方市 |
|             | 杉平村      | 大和村          | 麻生町           | 行方市          | 行方市 |
|             | 籠田村      | 大和村          | 麻生町           | 行方市          | 行方市 |
|             | 宇崎村      | 大和村          | 麻生町           | 行方市          | 行方市 |
|             | 青沼村      | 大和村          | 麻生町           | 行方市          | 行方市 |
|             | 小牧村      | 大和村          | 麻生町           | 行方市          | 行方市 |
|             | 岡村        | 大和村          | 麻生町           | 行方市          | 行方市 |
|             | 蔵川村      | 大和村          | 麻生町           | 行方市          | 行方市 |
|             | 天掛村      | 大和村          | 麻生町           | 行方市          | 行方市 |
|             | 四鹿村      | 大和村          | 麻生町           | 行方市          | 行方市 |
|             | 板嶺村      | 大和村          | 麻生町           | 行方市          | 行方市 |
|             | 新宮村      | 大和村          | 麻生町           | 行方市          | 行方市 |

## 人口・世帯

### 人口
総数 [単位： 人]
| 1891年（明治24年） | 3,205 |
| 1920年（大正 9年） | 4,100 |
| 1935年（昭和 2年） | 4,380 |
| 1935年（昭和10年） | 4,348 |
| 1950年（昭和25年） | 5,648 |
| 1955年（昭和30年） | 5,839 |

### 世帯
総数 [単位： 世帯]
| 1920年（大正 9年） | 780 |
| 1935年（昭和 2年） | 759 |
| 1935年（昭和10年） | 776 |
| 1950年（昭和25年） | 900 |